# Cuyahoga Heights (Ohio)
Pour les articles homonymes, voir Cuyahoga Heights.
Cuyahoga Heights est un village américain situé dans le comté de Cuyahoga, dans l’Ohio. Selon le recensement de 2010, sa population est de 638 habitants.